# Chorthippus rebuntoensis
Chorthippus rebuntoensis är en insektsart som först beskrevs av Ishikawa, H. 2002.  Chorthippus rebuntoensis ingår i släktet Chorthippus och familjen gräshoppor. Inga underarter finns listade i Catalogue of Life.